# Paris in Spring
Paris in Spring is een Amerikaanse filmkomedie uit 1935 onder regie van Lewis Milestone. De film werd destijds uitgebracht onder de titel Lente in Parijs.

## Verhaal
Simone beëindigt haar verloving met Paul de Lille, omdat ze bang is om te trouwen. Paul wil zelfmoord plegen door van de Eiffeltoren springen. In een ander deel van Parijs de vriend van Mignon het uit. Mignon wil ook van de Eiffeltoren springen. Op de toren raakt ze aan de praat met Paul. Samen bekokstoven ze een plan.

## Rolverdeling
| Acteur           | Personage          |
| ---------------- | ------------------ |
| Mary Ellis       | Simone             |
| Tullio Carminati | Paul d'Orlando     |
| Ida Lupino       | Mignon de Charelle |
| Lynne Overman    | DuPont             |
| James Blakeley   | Albert de Charelle |
| Jessie Ralph     | Gravin de Charelle |
| Dorothea Wolbert | Francine           |
| Akim Tamiroff    | Caféhouder         |
| Craig Reynolds   | Alphonse           |
| Joseph North     | Etienne            |
| Jack Raymond     | Man in lift        |
| Jack Mulhall     | George             |
| Harold Entwistle | Charles            |
| Sam Ash          | Klerk              |
| Arnold Korff     | Arts               |